# Bert Grabsch
Bert Grabsch (nascido em 19 de junho de 1975) é um ex-ciclista alemão, que correu como profissional entre 1999 e 2013.

## Biografia
É o irmão mais novo do companheiro ciclista de estrada Ralf Grabsch, e foi campeão mundial no contrarrelógio, tendo conquistado o título em Varese, Itália, em 25 de setembro de 2008.[carece de fontes?]
Bert Grabsch competiu pelo seu país nos Jogos Olímpicos de Pequim 2008 na prova de estrada, sendo um dos cinquenta e três ciclistas que não completaram a corrida; e no contrarrelógio individual, onde terminou em décimo terceiro. Nos Jogos Olímpicos de Londres 2012, ele terminou em 95.º na prova de estrada e oitavo no contrarrelógio.
Grabsch se aposentou no final da temporada 2013, depois de quinze anos como profissional.

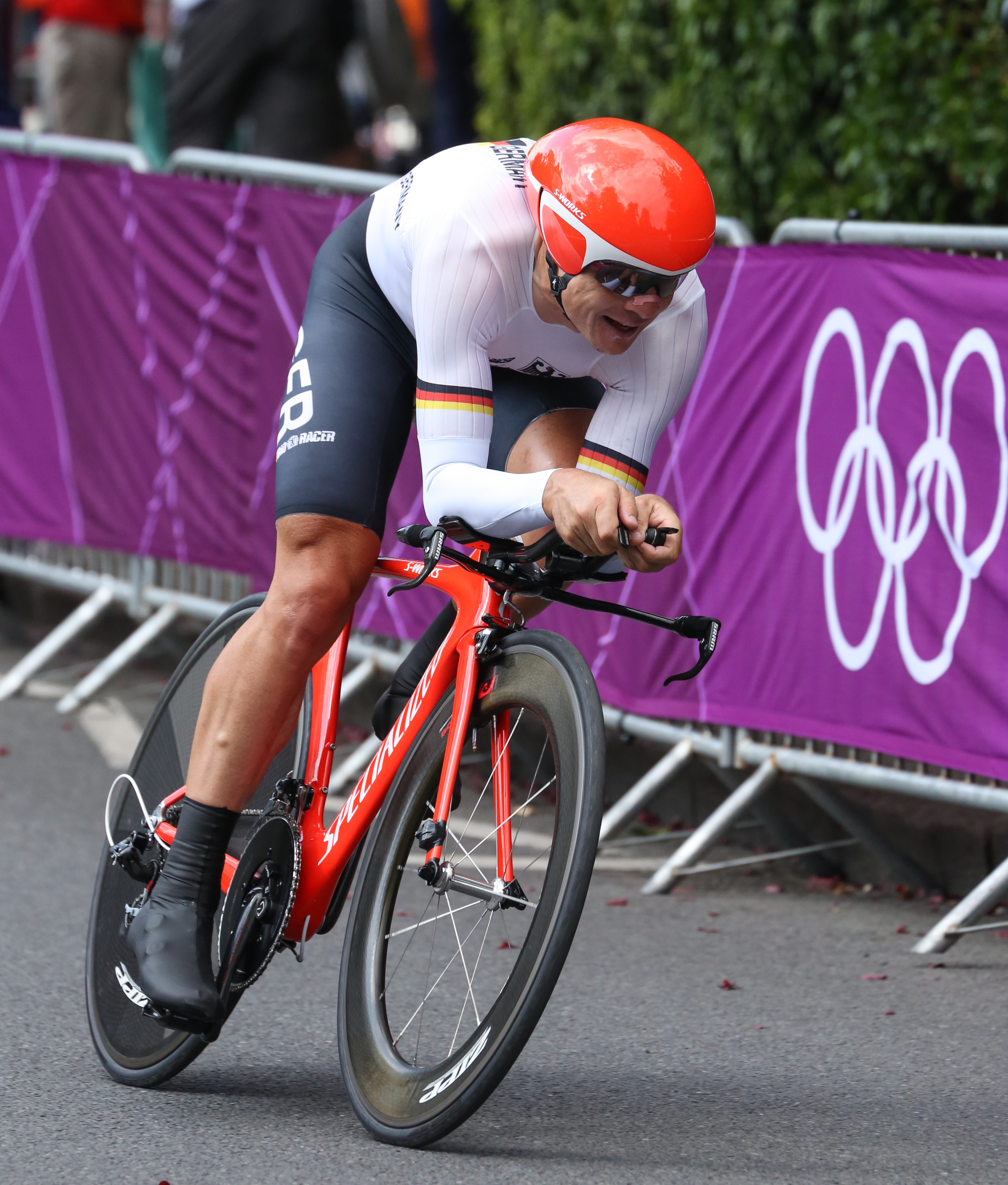
Competindo no contrarrelógio em Londres 2012.